# Keith Jochim
Keith Jochim (1942) è un attore e fotografo statunitense noto per il ruolo del preside Walter Neff nel film del 1987 Le streghe di Eastwick.

## Biografia
Nato nel 1942,  oltre a Le streghe di Eastwick, si ricordano le apparizioni in alcuni episodi della serie televisiva Law & Order.  
La carriera teatrale è altrettanto significativa, specialmente in produzioni regionali e a Broadway. Ha lavorato in varie città, tra cui Minneapolis, St. Louis, San Diego, Dallas, Salt Lake City e Cincinnati. È stato per otto anni con la Trinity Repertory Company a Providence nel Rhode Island, dove ha recitato in produzioni come La tempesta, Le allegre comari di Windsor, Uomini e topi e A Christmas Carol. A Broadway, ha interpretato Cotton in Heartland (1981) e The Creature in Frankenstein (1981), ed è stato sostituto per il ruolo di Max Detweiler nella produzione itinerante di The Sound of Music dal 1993 al 1995. Inoltre, è apparso interpretando Mr. Fezziwig e lo Spirito del Natale Presente nella produzione A Christmas Carol al Cincinnati Playhouse in the Park.
Jochim è anche un affermato fotografo. Nel 2022, ha tenuto la mostra “Turning Toward the Lens: Meaningful Encounters” alla Warwick Public Library a Warwick, Rhode Island, dal 6 al 27 ottobre. Questa esposizione ha presentato collezioni come “American Heroes,” “Men of a Certain Age,” “My Body as Art,” “Childhood Wonders” e “Dogs in Cars,” mostrando la sua vasta gamma di soggetti The Providence Journal - Keith Jochim's Exhibit. Questo impegno artistico è stato particolarmente significativo, dato che gli è stata diagnosticata la malattia di Alzheimer in fase iniziale nel 2020, e la fotografia gli serve come strumento per preservare i ricordi, come evidenziato in un'intervista del 2022 dove, all'età di 80 anni, ha dichiarato: “Le fotografie mi riportano indietro. Queste immagini saranno sempre lì per me.”  
Jochim risiede a Warwick, Rhode Island, ed è accudito dalla moglie, Linda Golob, e dalla fotografa Robynne Limoges.

## Filmografia

### Cinema
- A Pleasure Doing Business, regia di Steven Vagnino (1979)
- Anni pericolosi (The Little Sister), regia di Jan Egleson (1985)
- Le streghe di Eastwick (The Witches of Eastwick), regia di George Miller (1987) nel ruolo di Walter Neff
- Mystic Pizza, regia di Donald Petrie (1988)
- Bill's Gun Shop, regia di Dean Hyers (2001)
- Lei mi odia (She Hate Me), regia di Spike Lee (2004)

### Televisione
- Mary poliziotto di strada (Muggable Mary, Street Cop), regia di Sandor Stern - film TV (1982)
- I Kennedy (The Kennedys of Massachusetts), regia di Lamont Johnson - miniserie TV (1990)
- Law & Order - I due volti della giustizia - serie TV (1996)
- Law & Order: Criminal Intent - serie TV (2003)